# Самопожртвовање
Самопожртвовање је спремност личности да се одрекне задовољстава, личних животних циљева и сопственог живота ради заштите интереса других људи; екстремни облик алтруизма.

## Културне разлике
Различите религије и традиције оцењују саможртвовање на различите начине: и позитивно и негативно. Према неким доктринама хришћанства, овај облик понашања се сматра надљудском врлином, остваривом само уз посредовање Исуса Христа. Критичари тврде да саможртвовање може довести до психолошког поремећаја познатог као „мржња према себи“. Овај ефекат се понекад објашњава као феномен „Јевреја који мрзи себе“.

## Психологија
Амерички научници Дејвид Г. Ранд и Зив Г. Епштајн анализирали су више од 50 текстова интервјуа са добитницима награда Карнеги хероји фондације да би открили да ли им је потребна одређена доза самоконтроле да би превазишли страх или су њихови поступци били спонтани и непромишљени. Дошли су до закључка да су јуначка дела обично била несвесна људи који су их чинили, а тек онда размишљали и схватили шта се догодило. Научници сматрају да је особа стално принуђена да помаже другима, али један од мотива оваквог понашања је очекивање реципрочне помоћи након неког времена. Међутим, помагање другима постаје навика, а у хитним случајевима човек почиње да делује аутоматски, спасавајући туђи живот, ризикујући свој.
Руско-амерички математичар Сергеј Гаврилец и његове колеге сматрају да негативна заједничка искуства јачају унутрашње јединство групе и чине да особа више штити друге чланове. Ово приморава појединце у екстремним ситуацијама да се жртвују за опстанак других људи или идеала групе.